# SR-10
SAT SR-10 (ros. САТ СР-10) – rosyjski prototypowy samolot szkolny o konstrukcji kompozytowej z ujemnym skosem skrzydeł.

## Historia
Konstrukcja rozwijana jest jako prywatna inicjatywa producenta KB SAT (Sowriemiennyje Awiacyonnyje Tiechnołogii) od 2007 roku. W 2009 roku podczas salonu MAKS (Mieżdunarodnyj awiacyonno-kosmiczeskij sałon) odbywającego się w Żukowskim pod Moskwą zaprezentowano pełnowymiarową makietę maszyny. 25 grudnia 2015 roku prototyp wzniósł się do pierwszego lotu.
SAT SR-10 ma zapełnić w rosyjskim lotnictwie wojskowym lukę między Jakami-152 a Jakami-130.